# Team Umizoomi
Team Umizoomi è una serie TV americana per bambini, girata con attori reali ed inserti animati, prodotta da Curious Pictures e Nickelodeon Animation Studio, e che ha come scopo l’insegnamento delle nozioni basilari della matematica e della geometria. Viene trasmessa negli Stati Uniti dal 25 gennaio 2010 su Nickelodeon e Nick Jr., mentre in Italia debutta su Nick Jr. dall'aprile dello stesso anno.

## Trama
La serie, prodotta in tecnica mista, segue le avventure del Team Umizoomi, composto da Milli, suo fratello Geo e il loro amico robot Bot. I tre sono dei supereroi che usano i loro superpoteri matematici per aiutare i ragazzi di Città Umi e risolvere i loro problemi. Ad aiutare il Team, c'è lo spettatore da casa, a cui i protagonisti si rivolgono, chiamandolo "Amico Umi" (Umi Friend in originale).

## Personaggi
- Milli: bambina di 6 anni, con l'abilità di cambiare il pattern del suo vestito e di trasferirlo agli oggetti desiderati. In più, usa i suoi codini per misurare l'altezza e/o la larghezza degli stessi. Attiva i suoi poteri cantando le frasi "Potere ai colori" e "Milli misura"
- Geo: bambino di 5 anni, fratello di Milli, con l'abilità di usare le forme geometriche per creare oggetti. Attiva i suoi poteri cantando la frase "Super forme"
- Bot: amico di Milli e Geo, è un robot verde, capo del Team Umizoomi: possiede due braccia estensibili per prendere gli oggetti. Possiede anche un Pancia-schermo, con il quale riceve le chiamate dei cittadini di Città Umi, che hanno bisogno del Team. Con tale schermo, può anche far visualizzare le immagini.

## Episodi
| Stagione         | Episodi | Prima TV originale | Prima TV Italia |
| ---------------- | ------- | ------------------ | --------------- |
| Prima stagione   | 19      | 2010               | 2010            |
| Seconda stagione | 20      | 2010-2011          | 2011            |
| Terza stagione   | 19      | 2011-2012          | 2012-2013       |
| Quarta stagione  | 20      | 2013-2015          | 2013-2015       |

## Doppiatori
| Personaggio | Doppiatore originale                            | Doppiatore Italiano |
| ----------- | ----------------------------------------------- | ------------------- |
| Milli       | Sophia Fox (st. 1) Madeleine Rose Yen (st. 2-4) | Serena Clerici      |
| Geo         | Ethan Kempner (st. 1-3) Juan Mirt (st. 4)       | Marcella Silvestri  |
| Bot         | Donovan Patton                                  | Luca Bottale        |

Voci varie: Davide Garbolino, Pietro Ubaldi, Tiziana Martello, Giovanna Papandrea, Federica Valenti, Alessandro Rigotti, Patrizia Mottola, Marcello Cortese, Renata Bertolas, Federico Zanandrea, Stefania de Peppe, Valeria Falcinelli, Jolanda Granato